# Oh Aaron
Oh Aaron é o terceiro álbum de estúdio do cantor estadunidense Aaron Carter. Foi lançado em 7 de agosto de 2001 através da Jive Records. O álbum apresenta colaborações com o grupo feminino No Secrets e com seu irmão mais velho, Nick Carter. Apesar de Oh Aaron não ter sido tão bem-sucedido como seu antecessor nos Estados Unidos e ter recebido críticas mistas, ele atingiu a posição de número sete na Billboard 200 e foi certificado pela Recording Industry Association of America (RIAA) como platina, tornando-o o segundo lançamento de Carter a alcançar tal feito.
Oh Aaron foi acompanhado por um DVD de mesmo nome, lançado em 26 de março de 2002, e incluiu imagens de seu concerto em Baton Rouge, Louisiana, além de conter vídeos e entrevistas.

## Lista de faixas
| Oh Aaron - edição padrão |                                                                |                                                                                        |                             |         |  |
| N.º                      | Título                                                         | Compositor(es)                                                                         | Produtor(es)                | Duração |  |
| 1.                       | "Oh Aaron" (com participação de Nick Carter e No Secrets)      | Andy Goldmark, Josh Schwartz, Brian Kierulf                                            | Kierulf, Schwartz, Goldmark | 3:17    |  |
| 2.                       | "Not Too Young, Not Too Old" (com participação de Nick Carter) | Mickey Power, Lucas Secon, Lena Palmer, Vanya Raeburn, Amanda Lindsey, Simone Williams | Scorpio, Mystery            | 3:06    |  |
| 3.                       | "Stride (Jump on the Fizzy)" (com participação de No Secrets)  | Schwartz, Kierulf, Matthew Wilder, Greg Prestopino                                     | Kierulf, Schwartz           | 3:14    |  |
| 4.                       | "Come Follow Me"                                               | Power, Secon                                                                           | Scorpio, Mystery            | 3:03    |  |
| 5.                       | "I Would"                                                      | Goldmark, Schwartz, Kierulf                                                            | Kierulf, Schwartz, Goldmark | 3:06    |  |
| 6.                       | "Baby It's You"                                                | Nicky Cook, Phil Dane, Martin Bushell, Ben Copeland                                    | Rose & Foster               | 3:05    |  |
| 7.                       | "I'm All About You"                                            | Goldmark, Mark Mueller                                                                 | Goldmark                    | 3:40    |  |
| 8.                       | "The Kid in You"                                               | Nate Butler, Goldmark                                                                  | Goldmark, Butler            | 3:23    |  |
| 9.                       | "Hey You"                                                      | Cook, Dane, Copeland                                                                   | Rose & Foster               | 2:54    |  |
| 10.                      | "Cowgirl (Lil' Mama)"                                          | Todd Terrell                                                                           | Terrell                     | 3:37    |  |
| 11.                      | "Aaron Carter Spoken ID"                                       |                                                                                        |                             | 1:25    |  |
| Duração total:           | Duração total:                                                 | Duração total:                                                                         | Duração total:              | 33:47   |  |

| Oh Aaron - faixas bônus da edição australiana |                      |         |  |
| N.º                                           | Título               | Duração |  |
| 12.                                           | "Get Up on Ya Feet"  |         |  |
| 13.                                           | "One for the Summer" |         |  |

Notas
- "Stride (Jump on the Fizzy)" contém demonstrações de "Break My Stride", escrita por Matthew Wilder e Greg Prestopino.
- Uma edição especial sul-coreana incluiu um VCD de bônus com os vídeos musicais de "Oh Aaron", "Not Too Young, Not Too Old", "I'm All About You" e "Leave It Up to Me", além de cenas de bastidores e uma entrevista com Aaron, juntamente com o irmão Nick.

## Desempenho nas tabelas musicais
| Paradas (2001)                 | Melhor posição |
| ------------------------------ | -------------- |
| Japão - Oricon                 | 73             |
| Estados Unidos - Billboard 200 | 7              |

| Paradas (2001)                 | Posição |
| ------------------------------ | ------- |
| Estados Unidos - Billboard 200 | 153     |
| Paradas (2002)                 | Posição |
| Estados Unidos - Billboard 200 | 144     |

### Vendas e certificações
| Região                                                                                             | Certificação | Vendas     |
| -------------------------------------------------------------------------------------------------- | ------------ | ---------- |
| Estados Unidos (RIAA)                                                                              | Platina      | 1,000,000^ |
| *números de vendas baseados somente na certificação ^distribuições baseadas apenas na certificação |              |            |